# William FitzClarence, II conte di Munster
William FitzClarence, II conte di Munster (Montrose, 19 maggio 1824 – Hove, 30 aprile 1901) è stato un nobile britannico.

## Biografia
Era il figlio di George FitzClarence, I conte di Munster, figlio illegittimo di Guglielmo IV del Regno Unito e dell'attrice Dorothea Jordan, e di Mary Wyndham, figlia illegittima di George Wyndham, III conte di Egremont.

## Carriera
Successe alla contea dopo il suicidio del padre, il 20 marzo 1842. Per la maggior parte, FitzClarence condusse una vita tipica dell'alta borghesia vittoriana.
Ha acquistato una commissione come tenente le Scots Fusilier Guards il 1 luglio 1842, come luogotenenza nei Grenadier Guards, il 7 aprile 1843 e come capitano, il 16 marzo 1849. Lasciò l'esercito nel mese di aprile 1851.

## Matrimonio
Sposò, il 17 aprile 1855, la cugina Wilhelmina Kennedy-Erskine (27 giugno 1830-9 ottobre 1906), figlia di Lady Augusta FitzClarence e di John Kennedy-Erskine. Ebbero nove figli:
- Edward FitzClarence, visconte Fitz-Clarence (29 marzo 1856-1870);
- Lionel Frederick Archibald Fitz-Clarence (24 luglio 1857-24 marzo 1863);
- Geoffrey FitzClarence, III conte di Munster (18 luglio 1859-2 febbraio 1902);
- Arthur Falkland Manners FitzClarence (1860-1861);
- Aubrey FitzClarence, IV conte di Munster (7 giugno 1862-1 gennaio 1928);
- William George FitzClarence (17 settembre 1864-4 ottobre 1899), sposò Charlotte Williams, ebbero due figlie;
- Harold Edward FitzClarence (15 novembre 1870-28 agosto 1926), sposò Frances Keppel, ebbero due figli;
- Lady Lilian Adelaide Katherine Mary FitzClarence (10 dicembre 1873-15 luglio 1948), sposò William Boyd, ebbero due figli;
- Lady Dorothea Augusta FitzClarence (5 maggio 1876-28 gennaio 1942), sposò Chandos Lee-Warner, ebbero due figlie.

## Morte
Morì il 30 aprile 1901 a Hove, quando suo cugino Edoardo VII salì al trono. Fu sepolto a Cuckfield.

## Ascendenza
|                                                                              |                                       |                                     | Genitori                                                           |  |  | Nonni |  |  | Bisnonni                                                                    |  |  | Trisnonni                     |  |
|                                                                              |                                       |                                     |                                                                    |  |  |       |  |  | Giorgio III, re del Regno Unito di Gran Bretagna e Irlanda e re di Hannover |  |  | Federico, principe del Galles |  |
|                                                                              |                                       |                                     |                                                                    |  |  |       |  |  | Giorgio III, re del Regno Unito di Gran Bretagna e Irlanda e re di Hannover |  |  | Federico, principe del Galles |  |
|                                                                              |                                       | Augusta di Sassonia-Gotha-Altenburg |                                                                    |  |  |       |  |  | Giorgio III, re del Regno Unito di Gran Bretagna e Irlanda e re di Hannover |  |  |                               |  |
| Guglielmo IV, re del Regno Unito di Gran Bretagna e Irlanda e re di Hannover |                                       |                                     |                                                                    |  |  |       |  |  | Giorgio III, re del Regno Unito di Gran Bretagna e Irlanda e re di Hannover |  |  |                               |  |
|                                                                              |                                       | Carlotta di Meclemburgo-Strelitz    | Carlo Ludovico Federico di Meclemburgo-Strelitz, principe di Mirow |  |  |       |  |  |                                                                             |  |  |                               |  |
|                                                                              |                                       | Carlotta di Meclemburgo-Strelitz    | Carlo Ludovico Federico di Meclemburgo-Strelitz, principe di Mirow |  |  |       |  |  |                                                                             |  |  |                               |  |
|                                                                              |                                       | Carlotta di Meclemburgo-Strelitz    | Elisabetta Albertina di Sassonia-Hildburghausen                    |  |  |       |  |  |                                                                             |  |  |                               |  |
| George FitzClarence, I conte di Munster                                      |                                       | Carlotta di Meclemburgo-Strelitz    |                                                                    |  |  |       |  |  |                                                                             |  |  |                               |  |
|                                                                              |                                       | Francis Bland                       | Nathaniel Bland                                                    |  |  |       |  |  |                                                                             |  |  |                               |  |
|                                                                              |                                       | Francis Bland                       | Nathaniel Bland                                                    |  |  |       |  |  |                                                                             |  |  |                               |  |
|                                                                              |                                       | Francis Bland                       | Lucy Heaton                                                        |  |  |       |  |  |                                                                             |  |  |                               |  |
| Dorothea Jordan                                                              |                                       | Francis Bland                       |                                                                    |  |  |       |  |  |                                                                             |  |  |                               |  |
|                                                                              |                                       | Grace Phillips                      | …                                                                  |  |  |       |  |  |                                                                             |  |  |                               |  |
|                                                                              |                                       | Grace Phillips                      | …                                                                  |  |  |       |  |  |                                                                             |  |  |                               |  |
|                                                                              |                                       | Grace Phillips                      | …                                                                  |  |  |       |  |  |                                                                             |  |  |                               |  |
| William FitzClarence, II conte di Munster                                    |                                       | Grace Phillips                      |                                                                    |  |  |       |  |  |                                                                             |  |  |                               |  |
|                                                                              | Charles Wyndham, II conte di Egremont | sir William Wyndham, III baronetto  |                                                                    |  |  |       |  |  |                                                                             |  |  |                               |  |
|                                                                              | Charles Wyndham, II conte di Egremont | sir William Wyndham, III baronetto  |                                                                    |  |  |       |  |  |                                                                             |  |  |                               |  |
|                                                                              | Charles Wyndham, II conte di Egremont | lady Catherine Seymour              |                                                                    |  |  |       |  |  |                                                                             |  |  |                               |  |
| George Wyndham, III conte di Egremont                                        | Charles Wyndham, II conte di Egremont |                                     |                                                                    |  |  |       |  |  |                                                                             |  |  |                               |  |
|                                                                              |                                       | hon. Alicia Maria Carpenter         | George Carpenter, II barone Carpenter                              |  |  |       |  |  |                                                                             |  |  |                               |  |
|                                                                              |                                       | hon. Alicia Maria Carpenter         | George Carpenter, II barone Carpenter                              |  |  |       |  |  |                                                                             |  |  |                               |  |
|                                                                              |                                       | hon. Alicia Maria Carpenter         | Elizabeth Petty                                                    |  |  |       |  |  |                                                                             |  |  |                               |  |
| lady Mary Wyndham                                                            |                                       | hon. Alicia Maria Carpenter         |                                                                    |  |  |       |  |  |                                                                             |  |  |                               |  |
|                                                                              |                                       | Joseph Fox                          | …                                                                  |  |  |       |  |  |                                                                             |  |  |                               |  |
|                                                                              |                                       | Joseph Fox                          | …                                                                  |  |  |       |  |  |                                                                             |  |  |                               |  |
|                                                                              |                                       | Joseph Fox                          | …                                                                  |  |  |       |  |  |                                                                             |  |  |                               |  |
| Elizabeth Fox                                                                |                                       | Joseph Fox                          |                                                                    |  |  |       |  |  |                                                                             |  |  |                               |  |
|                                                                              |                                       | Eleanor N.                          | …                                                                  |  |  |       |  |  |                                                                             |  |  |                               |  |
|                                                                              |                                       | Eleanor N.                          | …                                                                  |  |  |       |  |  |                                                                             |  |  |                               |  |
|                                                                              |                                       | Eleanor N.                          | …                                                                  |  |  |       |  |  |                                                                             |  |  |                               |  |
|                                                                              |                                       | Eleanor N.                          |                                                                    |  |  |       |  |  |                                                                             |  |  |                               |  |